# Pentastichella pentasticha
Pentastichella pentasticha là một loài Rêu trong họ Orthotrichaceae. Loài này được (Mont.) Müll. Hal. ex Thér. mô tả khoa học đầu tiên năm 1918.